# Post- en tolhuis Eckerö

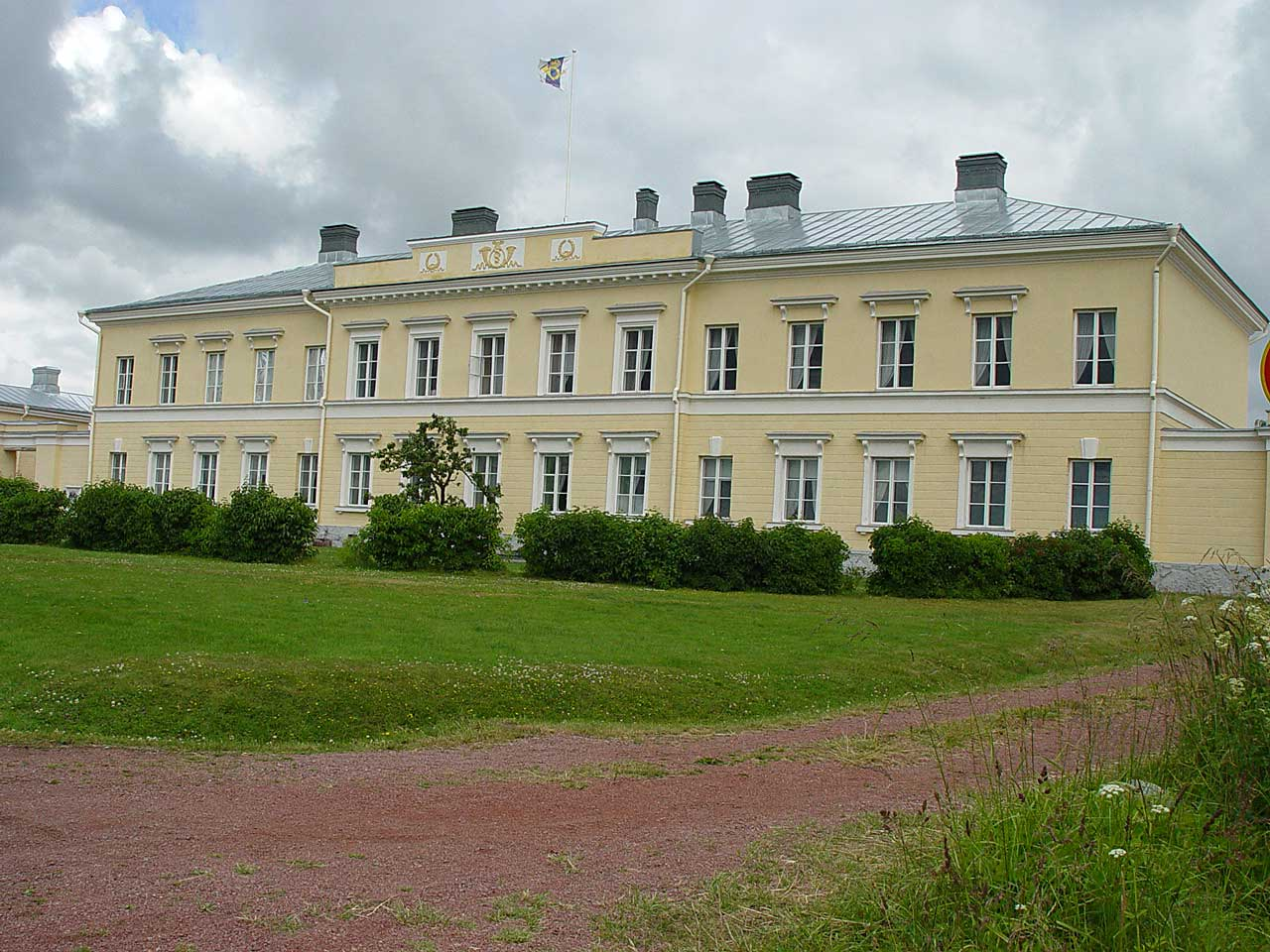
Het post- en tolhuis

Het post- en tolhuis van Eckerö is een historisch gebouw in de gemeente Eckerö in de autonome Finse regio Åland.

## Geschiedenis
In 1809 werd aan het einde van de Finse Oorlog de toenmalige Zweedse provincie Finland inclusief Åland ingenomen door het Russische keizerrijk en het werd daarbinnen een autonoom groothertogdom. De nieuwe heersers wilden indruk maken op hun westerburen: de Zweden, en op andere zeevaarders, door een prestigieus en pompeus gebouw neer te zetten dat goed zichtbaar zou zijn vanaf zee, op de uiterste westgrens van het keizerrijk, aan de Finse zijde van de oude postroute die de Zweedse hoofdstad Stockholm verbond met de Finse stad Turku. Zodoende werd dit post-, tol- en douanehuis opzettelijk veel te groot gebouwd voor de eigenlijke behoefte. Ter illustratie: het gebouw is viermaal zo groot als de Zweedse tegenhanger: het postkantoor van Grisslehamn.
Het gebouw in empirestijl is ontworpen door de architecten Carl Ludvig Engel en Charles Bassi, en werd voltooid in 1828. Oorspronkelijk bestond het uit twee delen die geheel gescheiden waren door een scheidingswand. Het noordelijke deel van het gebouw werd gebruikt voor tol- en douanezaken, terwijl het zuidelijke deel diende voor de verwerking van de post.
Tijdens cholera-epidemieën in 1834 en 1848 werd het gebouw gebruikt als quarantainegebouw.
Toen in 1866 een regelmatige stoombootverbinding tussen Zweden en Mariehamn werd gemaakt, werd de gehele postfunctie verplaatst naar Mariehamn, en werden hier alleen nog de tol- en douane-activiteiten uitgevoerd.
In 1882 werd een telegraafverbinding door de Oostzee aangelegd, en kwam deze hier bij Eckerö aan land. Deze verving min of meer de optische telegraaf die de Russen zelf op 16 maart 1809 hadden vernietigd toen ze Åland hadden veroverd. Het telegrafiestation bleef in gebruik tot 1900.
Tijdens de twee Wereldoorlogen werd het gebouw tijdelijk gebruikt door militairen.
In de late jaren '50 werd het gebouw grondig gerenoveerd. In de jaren '80 werd een keramische werkplaats met winkel en een café toegevoegd.
Op 7 augustus 2018 kreeg het gebouw de monumentenstatus.

## Huidige situatie
Tegenwoordig herbergt het gebouw een postmuseum en een kunstgalerij, als dependance van het Ålands kunstmuseum in Mariehamn. In een bijgebouwtje aan de noordzijde is een piepklein museumpje gewijd aan de postroute.